# Puerto Páez
Puerto Páez es una localidad venezolana, capital de la Parroquia Codazzi del estado Apure. Se trata una población rodeada de varios ríos: por el norte, el Cinaruco, por el sur el Meta, y por el oriente, el Orinoco. 
Esta repartición político territorial está localizada aproximadamente en las coordenadas 6' 10' 35" de latitud Norte y 63< 30': 25" de longitud Occidental. Una superficie de 6.000 km² para una densidad de 5,2 habitantes por km². Población 5.321 habitantes, además una población indígena de diversas pueblos de 900 familias en su mayoría nómadas organizados en varios grupos indígenas, destacando el grupo étnico guahibo, cuyas comunidades se ubican en las riberas de los ríos Capanaparo, Cinaruco y Meta, y en menor proporción se localizan comunidades Cuivas, Puménes, Capuruchanas. Numerosas islas emergen en los ríos limítrofes Orinoco y Meta en la época de verano y reducen o desaparecen para la época de invierno, disminuyendo también su territorio debido a la crecida de las aguas.
Es un pueblo al sur del Estado Apure en Venezuela y a 80 km de la capital del estado Amazonas Puerto Ayacucho, localizado en la ribera norte del Río Meta junto a la confluencia con el río Orinoco. Muchas fueron las poblaciones que fundaron los misioneros y que fueron destruidas por inundaciones, incendios y los mismos aborígenes. El desarrollo de esta población en la actualidad se encuentra estancado es poco lo que ha hecho los gobiernos en estos últimos 51 años, a pesar de tener ricos recursos naturales y un potencial capital humano que no es aprovechado. Después de la gesta separatista de la Gran Colombia, 1830, quedaron algunos ríos como líneas limítrofes entre Venezuela y Colombia, así el tramo La Culebra-Puerto Páez o la confluencia de los ríos Orinoco-Meta con un recorrido de 380 kilómetros, conforma la frontera colombo-venezolana en esta zona completamente despoblada. Con el fallecimiento del General Juan Vicente Gómez, después de 27 años de gobierno, llega al poder el General Eleazar López Contreras. En principio, como militar y político, trata de superar una etapa de transición para implantar el sistema democrático que, con actividad característica, logra imponerlo en corto plazo. El pueblo se sitúa en la frontera con Colombia, limitando en la ribera sur del Meta con la población colombiana de Puerto Carreño.

## Economía
La economía local se basa principalmente en la actividad agropecuaria. Otras fuentes de trabajo tales como la algodonera, pecuaria, y actualmente la siembra de Saladillo, Acacia como potencia maderera coordinado por Maderas del Orinoco (PROFORCA). La empresa del ejecutivo mencionada antes no abastece la demanda laboral de la región, dejando así en crecimiento una tasa de desempleo y estancamiento del crecimiento económico regional, poca y mala administración del estado de empresas y proyectos que han fracasado son rastros que deja la gerencia regional en inversión socio productiva un ejemplo de ello es la extensión de la extinta Corporación de los Llanos ((CorpoLlanos)) en la región.

## Ubicación geográfica
Puerto Páez pertenece jurisdiccionalmente al Municipio Autónomo Pedro Camejo del cual San Juan de Payara es la capital, y a su vez el pueblo es capital de la Parroquia Codazzi. Queda a 220 km de la capital del Estado Apure-San Fernando, por la troncal 2 de la carretera nacional. 

## Ríos y caños
El drenaje lo constituyen los ríos ya nombrados Orinoco, Meta, Cinaruco, los caños Potrerito, Juriepe y Las Delicias y varias lagunas, entre ellas, La Estación, Arepita, Buenos Aires, Laguna Larga y otras. El nivel freático del agua está a 10 y 15 m, con características de potabilidad, ya que proviene de grandes capas de arena blanca.

## Características geográficas
Topografía en la parte Sur Este presenta una serie de elevaciones o colinas de piedra pizarra, apta para la trituración con características de granulometría buena para la explotación y mejora de la economía del pueblo. Estas elevaciones forman parte de la cordillera del macizo guayanés, formación rocosa más antigua del mundo, lo cual le da una particularidad a la topografía del territorio llanero apureño. 
La pluviometría varía entre los 2.000 y 2.500 mm/m. La humedad es variable en la época de verano 80 y se eleva a 105 en la época de invierno. 
La temperatura oscila entre los 269 mínima y 37^ la máxima. La insolación es de 65 a 85 según la época de invierno o verano. 
La velocidad del viento entre los 5, 15 y 40 nudos del NE en verano y del SW en el invierno.
La Fauna: prevalece la acuática con gran variedad de especies, quelonio, peces, y la terrestre que contempla una gran variedad: chigüiros, venados, dantas y otras.
La agricultura escasea en todo el municipio, debido al bajo ph del suelo, que requiere tratamiento especial para combatir la acidez a base de cal y abonos seleccionados para cada renglón. La parte pecuaria la forman aproximadamente un millón de cabezas de ganado vacuno y
equino de bajo mestizaje, actualmente están en funcionamiento grandes planes de forraje, mestización y aumento de los rebaños.

## Fundadores
Los fundadores de la Comarca en la propia frontera, será el hito de partida para las futuras comisiones que recorrerían la zona fronteriza. Firman el acta de fundación: Luis Felipe Salerno (Pipo), Antonio Este, Alfredo Franco, Ernesto Campos, Juan Antonio Ortega, Francisco Antonio Mirabal, Julio Sosa, Cruz Ramón Pulido Diamond, Juan Loggiodici, Amador Camacho, Marcial Caputy, Antonio Delgado, Heriberto Guerrero, Rafael Dorante, Martin Rujana, Félix María Celis Y Pedro Manuel Pérez (Chicho) y Guía de la Comisión. A escasos 50 años de esta magna fecha, la comunidad Puerto Páez viene a rendir honores con el apoyo de Instituciones altruistas a aquel puñado de hombres al servicio de la patria que arriesgaron sus vidas en aras del futuro, a los que han logrado sobrevivir, reciben desde esta humilde columna un sincero y fraternal saludo. 

## Educación
En el nivel universitario en formación de profesionales necesarios de la región está a cargo de la UNESR Núcleo Apure; Extensión Puerto Páez Impartiendo los programa de Docencia Agropecuaria y de Ingeniería en Alimentos. Por su parte La Universidad Bolivariana de Venezuela en conjuntó a la Misión Sucre impartidas por el ejecutivo nacional en el desarrollo y mantenimiento del ambiente y de futuros proyectos a ejecutar en la región imparte el programa a nivel de TSU de Gestión Ambiental siendo estas las ofertadas a nivel regional, la demanda académica de la región es mayor, las anteriormente mencionadas y sus programas son escasos para explotar y desarrollar el capital humano y talento humanos regional. La Educación Básica está a cargo de la E.T.A.R "Jose Manuel Sánchez Osto" Esta institución, fue fundada en el año de 1952, en la actualidad atiende a las poblaciones estudiantiles de su contexto, y de otras regiones como lo son los estados Amazonas y Bolívar, de donde provienen venezolanos indígenas,  así mismo, atiende provenientes de Cunaviche, Atamaica,  Cinaruco y de San Fernando, estos entran en el régimen de internos, donde gozan de habitación y comida. Al culminar sus estudios de seis años, obtienen el título de Técnico Medio en Fitotecnia, (actualmente Técnico Medio en Agropecuaria). 
Es una comunidad donde la mayoría de los venezolanos son de escaso recursos económicos, y existen muchos problemas de orden social y cultural. Donde sus alumnos reciben Educación Básica con materias que se basan en conocimiento del trabajo agrícola. 
Además, cuenta con otros Centros de Estudios como Escuelas Primarias y Preescolares.